# Dirk Schortemeier
Dirk Schortemeier (* 7. April 1943 in Gelsenkirchen; † 21. August 2015 in Köln) war ein deutscher Sänger, Dramaturg und Autor von Musiktheater-Revuen. 

## Karriere
Er studierte nach dem Abitur Musik- und Theaterwissenschaft sowie Gesang. Als Sänger gewann er mehrere internationale Gesangspreise und gab Konzerte im In- und Ausland. Mit Schortemeier entstanden diverse Schallplatten-, Funk- und Fernsehaufnahmen. Er war Leiter der Schauspielmusik an Theatern in Köln, Berlin und dem Thalia Theater in Hamburg. 
Bekannt war Schortemeier in erster Linie als Autor mit Übersetzungen und Bearbeitungen von Revuen und Musicals. Seit 1974 wirkte er als Redakteur und Produzent beim Westdeutschen Rundfunk Köln. Dabei entstanden unter anderem Moderationen zu Hörfunk- und Fernsehprogrammen. Mit seinen Rezitationen gewann er mehrere Schallplattenpreise. Ab 1994 entwickelte er an der Oper Bonn das Format die Serie „Oper am Klavier“, wobei er als Rezitator mitwirkte. In der Stadthalle Wuppertal am Johannisberg trat er 1996 als Theseus in Georg Bendas Melodram Ariadne auf Naxos auf. 
Beim Westdeutschen Rundfunk wurde er vor allem durch die Sendung „Schellack-Schätzchen“ auf WDR 4 bekannt, für die er mehr als ein Vierteljahrhundert lang verantwortlich war. Schortemeier war außerdem viele Jahre lang Manager des WDR-Rundfunkorchesters. Ab 2007 war er Lehrbeauftragter der Universität Bremen und der Musikhochschule Detmold.
Schortemeier wurde auf See bestattet.